# Resolució 65 del Consell de Seguretat de les Nacions Unides
La Resolució 65 del Consell de Seguretat de les Nacions Unides, aprovada el 28 de desembre de 1948, va demanar que els representants consulars de Batavia esmentats a la Resolució 30 del Consell de Seguretat de les Nacions Unides enviessin un informe complet sobre la situació a la República d'Indonèsia, que abasti l'observança de l'alto el foc i les condicions que prevalen a les zones sota ocupació militar o de les forces armades que ara es troben en l'ocupació poden ser retirades.
La resolució es va aprovar amb nou vots a cap; l'RSS d'Ucraïna i la Unió Soviètica es van abstenir.